# Gwary mieszane
Gwary mieszane – gwary ludowe występujące na pograniczu dwóch lub więcej dialektów. Ich główną cechą jest występowanie w nich na przemian cech dialektów macierzystych w taki sposób, że mogą występować niekonsekwentnie w tych samych kategoriach gramatycznych i pozycjach fonetycznych. Od gwar przejściowych różnią się przemieszczaniem cech w tych samych kontekstach, zarówno fonetycznych, jak i gramatycznych.
Gwary przejściowe, w odróżnieniu od gwar mieszanych, cechuje systemowy charakter zaczerpniętych cech. Niemniej przez niektórych specjalistów terminy te używane są zamiennie.
Do tego rodzaju gwar zaliczyć można mowę ludności pogranicza polsko-słowackiego. Początkowo pojęcia gwar przejściowych i mieszanych odnoszono właśnie do odmian na pograniczu różnych języków etnicznych. Rozróżnienie między tymi typami gwar wprowadził do polskiego językoznawstwa Mieczysław Małecki. 
Gwary mieszane rozwijają się zarówno wśród ludności dwujęzycznej (posługującej się np. polszczyzną i gwarą innojęzyczną), jak i wśród ludności jednojęzycznej (mającej kontakt z dwoma systemami językowymi). Do ich powstawania przyczynia się większy prestiż jednego z systemów językowych.
W literaturze przedmiotu występuje też termin „dialekty mieszane”. Odmiany polszczyzny zwane nowymi dialektami mieszanymi to jednak nie gwary mieszane, lecz zasadniczo polszczyzna ogólna, z pewnymi elementami gwarowymi o różnej proweniencji.